# Diadegma antennaellae
Diadegma antennaellae là một loài tò vò trong họ Ichneumonidae.